# Малад (река)
Малад (англ. Malad River) — река на юге центральной части штата Айдахо, США. Правый приток реки Снейк (приток реки Колумбии). Длина реки Малад составляет 19,3 км. Площадь бассейна — 7770 км². Средний расход воды — 8,1 м³/с.
Образуется при слиянии рек Биг-Вуд и Литл-Вуд, вблизи города Гудинг, на высоте 1045 м. Течёт сперва на юг, затем поворачивает на запад и впадает в реку Снейк вблизи города Хейгермен, округ Гудинг. Высота устья — 810 м над уровнем моря.
Река протекает через парк штата Малад-Гордж; ущелье реки составляет около 76 м в глубину и 4 км в длину.